# 피노키오

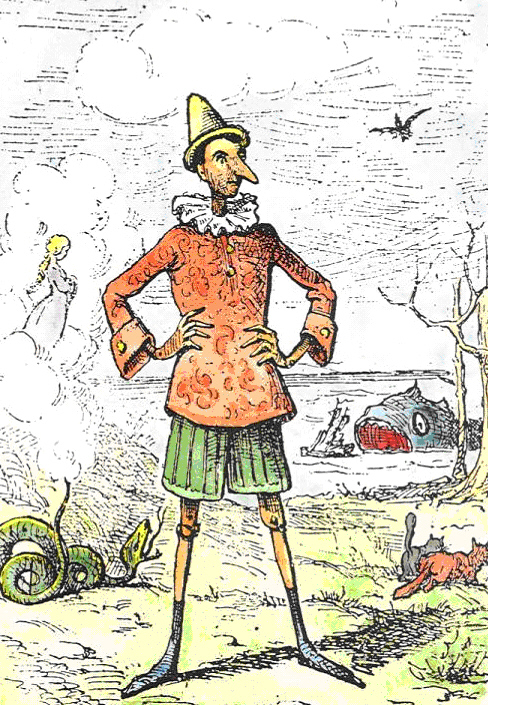
엔리코 마잔티의 오리지널 아트

피노키오(이탈리아어: Pinocchio)는 이탈리아의 극작가 카를로 콜로디의 동화 《피노키오의 모험》의 주인공이다. 목수인 제페토가 만든 나무 인형이며 거짓말을 하면 코가 길어지는 특징을 갖고 있다.
피노키오는 문화 아이콘이다. 아동 문학에서 가장 많이 재창조되는 등장인물 가운데 하나이다. 이야기는 다른 미디어, 특히 1940년 디즈니 영화 피노키오에 채택되었다.